# Colgorma campestris
Colgorma campestris är en insektsart som beskrevs av Metcalf och Bruner 1930. Colgorma campestris ingår i släktet Colgorma och familjen Tropiduchidae. Inga underarter finns listade i Catalogue of Life.